# Waldemar Magunia
Waldemar Magunia (8 décembre 1902, Königsberg - 16 février 1974, Oldenbourg) était un militant nazi. Il fut notamment le chef de la SA en Prusse orientale et Commissaire général du Reich à Kiev.